# Medallistes dels Països Catalans a Tòquio 2020
Els medallistes dels Països Catalans a Tòquio 2020 són 33 esportistes, nascuts en els corresponents territoris de parla catalana o que hi han viscut pràcticament tota la vida, que es van penjar una medalla en els Jocs de la XXXII Olimpíada celebrats a Tòquio del 23 de juliol al 8 d'agost de 2021. D'aquestes medalles, 1 va ser d'or, 24 de plata i 8 de bronze. A la Catalunya del Nord n'hi corresponen 2, a les Illes Balears 3, al País Valencià 4, i les altres 24 a Catalunya (Principat).

## Detall del medaller
| Esport                           | Disciplina     | Medalla | Esportista       | Nom complet (enllaç VP)     | Lloc de naixement > residència | Club al que pertany (juliol 2021) | Territori          |
| -------------------------------- | -------------- | ------- | ---------------- | --------------------------- | ------------------------------ | --------------------------------- | ------------------ |
| Handbol                          | Masculí        | or      | Ludovic Fabregas | Ludovic Fàbregas            | Perpinyà                       | FC Barcelona Handbol              | Catalunya del Nord |
| Waterpolo                        | Femení         | plata   | Laura Ester      | Laura Ester i Ramos         | Barcelona                      | Club Natació Sabadell             | Catalunya          |
| Waterpolo                        | Femení         | plata   | Judith Forca     | Judith Forca i Ariza        | Sabadell                       | Club Natació Sabadell             | Catalunya          |
| Waterpolo                        | Femení         | plata   | Maica García     | Maica García Godoy          | Sabadell                       | Club Natació Sabadell             | Catalunya          |
| Waterpolo                        | Femení         | plata   | Irene Gonzàlez   | Irene González López        | Esplugues de Llobregat         | Club Natació Sabadell             | Catalunya          |
| Waterpolo                        | Femení         | plata   | Marta Bach       | Marta Bach i Pascual        | Mataró                         | Centre Natació Mataró             | Catalunya          |
| Waterpolo                        | Femení         | plata   | Anna Espar       | Anna Espar i Llaquet        | Barcelona                      | Centre Natació Mataró             | Catalunya          |
| Waterpolo                        | Femení         | plata   | Elena Sánchez    | Elena Sánchez González      | Terrassa                       | Centre Natació Mataró             | Catalunya          |
| Waterpolo                        | Femení         | plata   | Paula Leitón     | Paula Leitón i Arrones      | Terrassa                       | Club Natació Terrassa             | Catalunya          |
| Waterpolo                        | Femení         | plata   | Bea Ortiz        | Beatriz Ortiz Muñoz         | Rubí                           | Club Natació Terrassa             | Catalunya          |
| Waterpolo                        | Femení         | plata   | Clara Espar      | Clara Espar i Llaquet       | Barcelona                      | Club Esportiu Mediterrani         | Catalunya          |
| Waterpolo                        | Femení         | plata   | Roser Tarragó    | Roser Tarragó i Aymerich    | Mataró                         | Club Esportiu Mediterrani         | Catalunya          |
| Waterpolo                        | Femení         | plata   | Elena Ruiz       | Elena Ruiz Barril           | Rubí                           | Club Natació Rubí                 | Catalunya          |
| Futbol                           | Masculí        | plata   | Javi Puado       | Javier Puado Díaz           | Barcelona                      | RCD Espanyol                      | Catalunya          |
| Futbol                           | Masculí        | plata   | Marc Cucurella   | Marc Cucurella i Saseta     | Alella                         | Getafe CF                         | Catalunya          |
| Futbol                           | Masculí        | plata   | Òscar Mingueza   | Òscar Mingueza García       | Santa Perpètua de Mogoda       | FC Barcelona                      | Catalunya          |
| Futbol                           | Masculí        | plata   | Dani Olmo        | Daniel Olmo Carvajal        | Terrassa                       | RB Leipzig                        | Catalunya          |
| Futbol                           | Masculí        | plata   | Èric Garcia      | Eric García Martret         | Martorell                      | FC Barcelona                      | Catalunya          |
| Futbol                           | Masculí        | plata   | Carlos Soler     | Carlos Soler Barragán       | València                       | València CF                       | País Valencià      |
| Futbol                           | Masculí        | plata   | Pau Torres       | Pau Francisco Torres        | Vila-real                      | Vila-real CF                      | País Valencià      |
| Futbol                           | Masculí        | plata   | Óscar Gil        | Óscar Gil Regaño            | Elx                            | RCD Espanyol                      | País Valencià      |
| Futbol                           | Masculí        | plata   | Marco Asensio    | Marco Asensio Willemsen     | Calvià                         | Reial Madrid CF                   | Illes Balears      |
| Rugby a 7                        | Femení         | plata   | Fanny Horta      | Fanny Horta                 | Perpinyà                       | USAP                              | Catalunya del Nord |
| Piragüisme (aigües tranquil·les) | K4 500 masculí | plata   | Saúl Craviotto   | Saúl Craviotto i Rivero     | Lleida                         | UCAM piragüismo                   | Catalunya          |
| Piragüisme (aigües tranquil·les) | K4 500 masculí | plata   | Marcus Walz      | Marcus Cooper Walz          | Oxford > Mallorca              | Reial Club Nàutic Portopetro      | Illes Balears      |
| Handbol                          | Masculí        | bronze  | Gedeón Guardiola | Gedeón Guardiola Villaplana | Petrer                         | TBV Lemgo                         | País Valencià      |
| Handbol                          | Masculí        | bronze  | Viran Morros     | Viran Morros de Argila      | Barcelona                      | Paris Saint-Germain Handball      | Catalunya          |
| Handbol                          | Masculí        | bronze  | Antonio García   | Antoni Garcia i Robledo     | La Llagosta                    | BM Granollers                     | Catalunya          |
| Handbol                          | Masculí        | bronze  | Adrià Figueras   | Adrià Figueras Trejo        | Barcelona                      | C' Chartres Métropole handball    | Catalunya          |
| Handbol                          | Masculí        | bronze  | Ferran Solé      | Ferran Solé Sala            | Sant Quirze del Vallès         | Paris Saint-Germain Handball      | Catalunya          |
| Handbol                          | Masculí        | bronze  | Aleix Gómez      | Aleix Gómez Abelló          | Sabadell                       | FC Barcelona Handbol              | Catalunya          |
| Vela                             | 470 masculí    | bronze  | Jordi Xammar     | Jordi Xammar Hernández      | Barcelona                      | Club Nàutic Garraf                | Catalunya          |
| Vela                             | Finn           | bronze  | Joan Cardona     | Joan Cardona Méndez         | Maó                            | Club Nàutic de Palma              | Illes Balears      |

## Particularitats
Marcus Cooper Walz es diu Marcus Cooper de nom, i Walz és el seu cognom, però com que en el món del piragüisme tothom el coneix per "Cooper", no és infreqüent que aparegui com si Cooper fos el seu cognom. Fill d'anglès i alemanya, va néixer a Oxford mig per casualitat, ja què els seus pares hi anaven i venien des de Portopetro, la localitat mallorquina on vivien. Als tres mesos ja era a Mallorca, però va trigar molt a aconseguir la nacionalització espanyola, cosa que la seva mare lamentava, i no va tenir el passaport espanyol fins al 2015.
De les 13 components de la selecció espanyola de waterpolo femení, sols queda fora d'aquesta relació Pili Peña, que va néixer a Madrid i és "filla predilecta" de la localitat de Navascán (Toledo) on té les arrels, per la qual cosa sovint se la situa com a oriünda d'aquesta població i, per tant, toledana. En el moment de participar en els Jocs de Tokio, estava en el CN Terrassa. Abans, des del 2010, havia estat vuit temporades en el CN Sabadell i una en el CN Sant Andreu.
Rafa Mir, membre de la selecció espanyola de futbol, no està inclòs tot i que en algunes informacions figura com a esportista mallorquí. Ell es defineix com a murcià i mallorquí, ja que va néixer a Múrcia, d'on és la seva mare, si bé ha estat molt vinculat al barri d'es Coll d'en Rabassa del terme municipal de Palma, d'on és i hi viu la família del seu pare, el que fou futbolista de primera divisió Magín Mir, aspecte, aquest de "fill de", que altres mitjans sí especifiquen.